# SIG 33步兵炮
sIG 33（重步兵炮33年式）是納粹德國在二戰時期的步兵支援火炮，實際口徑149.1毫米，也是納粹德軍步兵科使用之最大口徑支援火器，主要用於壓制據點。標準的德軍步兵团會配發2門作為攻堅火力，由於為步兵單位設計，射程較短，後來為了因應機械化作戰節奏等需求，因此出現車裝版本，但基本設計從1933年後就沒有重要變化。

## 簡介
sIG33開發始於1926年，由萊茵金屬在杜塞道夫工廠所設計，火炮未採機械化拖曳設計，而是由6匹馬拖運。量產則在AEG公司之亨尼希斯多夫工廠與捷克斯特拉科尼采的斯科達公司負責，砲管壽命為1萬發至1萬5千發之間。在二戰爆發前受限於軍隊規模，sIG33大約生產了410門，直到戰爭爆發後才逐步增產，原則上每個步兵團分配到兩門，到德國投降前在德國步兵單位中佔有一席之地。
| 二戰爆發後sIG33產量 |        |      |      |      |      |      |      |            |
| 年份                | 1939前 | 1940 | 1941 | 1942 | 1943 | 1944 | 1945 | 總數（門） |
| 生產量              | 48     | 310  | 492  | 420  | 862  | 1613 | 410  | 4155       |

## 彈藥類型
| 彈殼            | 類型     | 重量         | 填充藥                  |
| I Gr 33         | 高爆彈   | 38（84磅）   | 8.3（18磅） 阿馬托      |
| I Gr 38 Nb      | 煙霧彈   | 40（88磅）   | 發煙硫酸/輕石（pumice） |
| I Gr 39 Hl/A    | 錐形裝藥 | 25.5（56磅） | 黑索金/TNT              |
| Stielgranate 42 | 爆破彈   | 90（200磅）  | 27（60磅） 阿馬托       |

## 自走炮型
首次以車載方式裝上sIG 33的坦克底盤是一號坦克（即一號自走重步兵砲），但很快發現車輛裝載後難以平衡，發射時的後座力甚至有翻車危險，其後改為裝在二號坦克（二號自走重步兵砲）及繳獲自捷克的LT-38（蟋蟀式自走炮）及在退出前線的三號坦克（33B突擊步兵砲）底盤上，四號坦克底盤上更裝有sIG 33的輕量化改進型15厘米StuH 43灰熊式突擊炮。

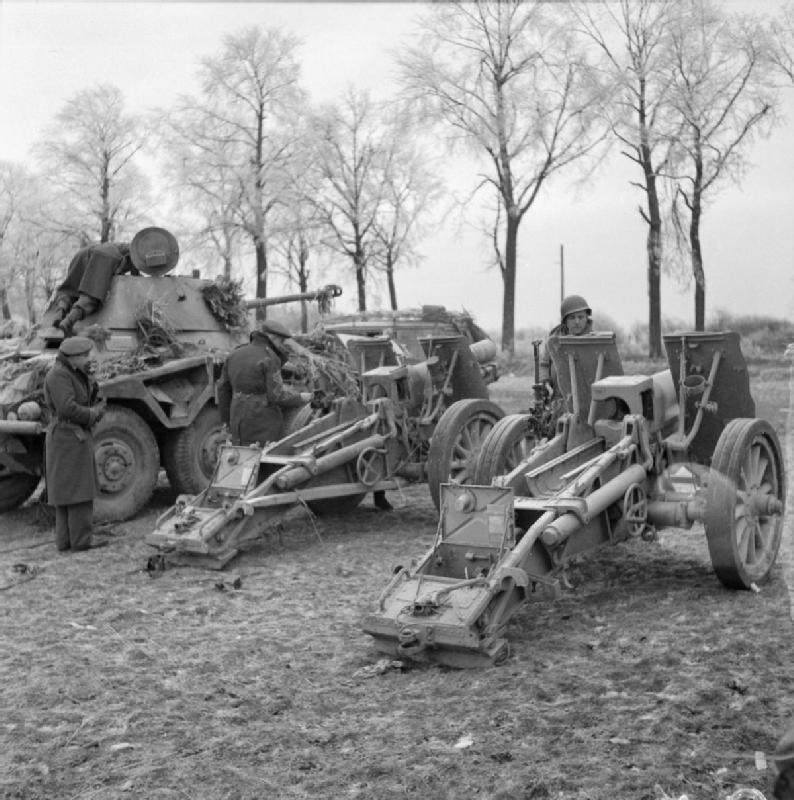
英軍捕獲的sIG 33榴彈炮，比利時富瓦，1944年。

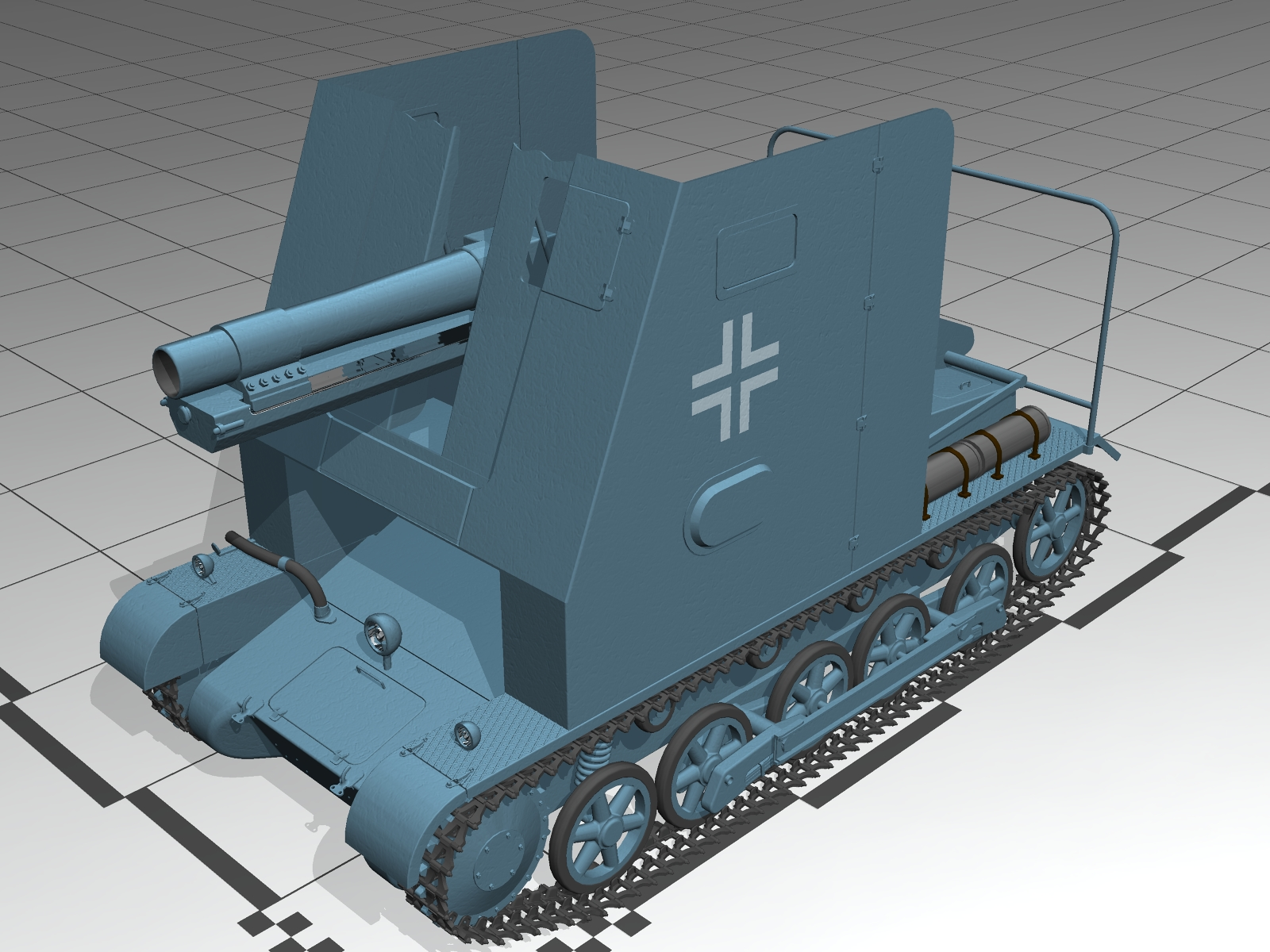
一號坦克上的sIG 33（15 cm sIG 33 (Sf) auf Panzerkampfwagen I Ausf B）